# 库尔帕哈尔
库尔帕哈尔（Kul Pahar），是印度北方邦Mahoba县的一个城镇。总人口17437（2001年）。

## 人口
该地2001年总人口17437人，其中男性9108人，女性8329人；0—6岁人口3184人，其中男1681人，女1503人；识字率54.06%，其中男性为64.70%，女性为42.42%。